# NGC 571
NGC 571 je galaksija u zviježđu Ribe.

## Vanjske poveznice
- SEDS: NGC 0571